# Bryan Bullington
Bryan Paul Bullington (né le 30 septembre 1980 à Indianapolis, Indiana, États-Unis) est un lanceur droitier de baseball ayant joué en Ligue majeure de 2005 à 2010. Il évolue au Japon pour les Hiroshima Toyo Carp (2011 à 2014) et les Orix Buffaloes (2015) de la NPB.

## Carrière

### Ligues majeures de baseball
Joueur à l'école secondaire de Madison (Indiana), Bryan Bullington est repêché par les Royals de Kansas City au 37e tour de sélection en 1999, mais il ignore l'offre pour rejoindre les Cardinals de l'université d'État de Ball. Il est le tout premier joueur réclamé au repêchage amateur de 2002 et est choisi par les Pirates de Pittsburgh. Il perçoit un bonus de quatre millions de dollars à la signature de son premier contrat professionnel le 30 octobre 2002[réf. nécessaire]. 
Il passe trois saisons en Ligues mineures avant d'effectuer ses débuts en Ligue majeure avec les Pirates le 18 septembre 2005.
Mis en ballottage, Bullington rejoint les Indians de Cleveland le 10 juillet 2008. Peu utilisé par les Indians (trois matchs dont deux comme partant), il passe chez les Blue Jays de Toronto via une nouvelle mise en ballottage le 24 octobre 2008. 
Devenu agent libre à l'issue de la saison 2009, Bullington  s'engage chez les Royals de Kansas City le 30 novembre 2009. Affecté en Ligue mineure à l'issue de l'entraînement de printemps 2010. Il joue sept matches, dont cinq comme lanceur partant, avec les Omaha Royals (AAA) avant d'être appelé dans l'effectif actif des Royals de Kansas City le 17 mai 2010. Le 15 août à Kansas City, il blanchit les Yankees de New York en huit manches, ne leur donnant que deux coups sûrs, et remporte sa première victoire dans les majeures dans le gain de 1-0 des Royals.

### Japon
Le 24 novembre 2010, Bullington signe avec les Hiroshima Toyo Carp, le club japonais de la NPB. Il évolue 4 ans comme lanceur partant des Carp, avant de rejoindre les Orix Buffaloes en 2015.

## Statistiques
En saison régulière
| Statistiques de lanceur |            |    |    |    |     |   |   |    |      |    |       |
| Saison                  | Équipe     | G  | GS | CG | SHO | V | D | SV | IP   | SO | ERA   |
| 2005                    | Pittsburgh | 1  | 0  | 0  | 0   | 0 | 0 | 0  | 1.1  | 1  | 13,50 |
| 2007                    | Pittsburgh | 5  | 3  | 0  | 0   | 0 | 3 | 0  | 17.0 | 7  | 5,29  |
| 2008                    | Cleveland  | 3  | 2  | 0  | 0   | 0 | 2 | 0  | 14.2 | 12 | 14,20 |
| 2009                    | Toronto    | 4  | 0  | 0  | 0   | 0 | 0 | 0  | 6.0  | 5  | 3,00  |
| Totaux                  | Totaux     | 13 | 5  | 0  | 0   | 0 | 5 | 0  | 39.0 | 25 | 5,08  |

Note: G = Matches joués ; GS = Matches comme lanceur partant ; CG = Matches complets ; SHO = Blanchissages ; 
V = Victoires ; D = Défaites ; SV = Sauvetages ; IP = Manches lancées ; SO = retraits sur des prises ; ERA = Moyenne de points mérités.